# Stokke (Norvegia)
Stokke è un ex comune norvegese della contea di Vestfold. Dopo la soppressione del comune è diventato parte del comune di Sandefjord.